# Kerkhof van Romigny
Het Kerkhof van Romigny is een begraafplaats in het Franse dorp Romigny (departement Marne) en ligt in het dorpscentrum rond de Église Saint-Médard. 
Ze heeft een bijna rechthoekig grondplan dat omsloten wordt door een ruwe stenen muur. De toegang bestaat uit een tweedelig metalen hek. 

## Britse oorlogsgraven
Op het kerkhof liggen vier Britse gesneuvelde militairen uit Eerste Wereldoorlog. Een ligt bij de noordelijke muur en de drie andere liggen in een perk in de zuidoostelijke hoek. Zij stierven op 28 of 29 mei 1918.
Hun graven worden onderhouden door de Commonwealth War Graves Commission en staan er geregistreerd onder Romigny Churchyard.